# Spinolaberg
Spinolaberg is een buurtschap van het dorp Halsteren onderdeel van gemeente Bergen op Zoom in de Nederlandse provincie Noord-Brabant. Het ligt ten zuidwesten van het dorp, dicht bij de Vetterik en de Nieuwe Molen. De buurtschap ligt op de Brabantse Wal; grenzend aan industrieterrein Noordland, wat op zeekleigronden gebouwd is. De berg is genoemd naar de Spaanse veldheer Ambrogio Spinola, wiens leger tijdens het beleg van Bergen op Zoom in 1622 op de berg zijn kampement had.
Stad: Bergen op Zoom      Dorpen: Halsteren · Lepelstraat

Buurtschappen: Heihoefke · Heimolen · Kijkuit · Kladde · Klutsdorp · Nieuwe Molen · Oude Molen · Slikkenburg · Spinolaberg · Vetterik · Waterkant · Zuidgeest

Noord-Brabant: Steden en dorpen      Nederland: Provincies · Gemeenten